# Taťána Polnovová
Taťána Polnovová (rusky Татья́на Полнова), rozená Zajkovová (rusky За́йкова), (* 20. dubna 1979, Krasnodar) je ruská atletka, která získala bronzovou medaili na mistrovství Evropy 2006 v Göteborgu ve skoku o tyči. V roce 2003 vybojovala na světové letní univerziádě v jihokorejském Tegu zlatou medaili.
V letech 1998–2002 reprezentovala Turecko pod jménem Tuna Köstemová. Její osobní rekordy pochází z roku 2004. 28. února v Liévinu zdolala 471 cm. Pod širým nebem je jejím maximem 478 cm, tuto výšku skočila v Monaku 19. září v rámci světového atletického finále.

## Úspěchy
| Rok  | Závod                              | Místo               | Umístění | Výkon  |
| ---- | ---------------------------------- | ------------------- | -------- | ------ |
| 1997 | Mistrovství Evropy juniorů         | Lublaň, Slovinsko   | 8.       | 3,85 m |
| 1998 | Mistrovství světa juniorů          | Annecy, Francie     | 10.      | 3,90 m |
| 2003 | Evropský pohár v atletice          | Florencie, Itálie   | 2.       | 4,45 m |
| 2003 | Univerziáda                        | Tegu, Jižní Korea   | 1.       | 4,70 m |
| 2003 | Světové atletické finále           | Monte Carlo, Monako | 1.       | 4,68 m |
| 2004 | Evropský pohár v atletice          | Bydhošť, Polsko     | 3.       | 4,30 m |
| 2004 | Světové atletické finále           | Monte Carlo, Monako | 2.       | 4,78 m |
| 2005 | Halové mistrovství Evropy 2005     | Madrid, Španělsko   | 5.       | 4,60 m |
| 2005 | Mistrovství světa v atletice       | Helsinky, Finsko    | 4.       | 4,50 m |
| 2005 | Světové atletické finále           | Monte Carlo, Monako | 3.       | 4,50 m |
| 2006 | Mistrovství Evropy v atletice 2006 | Göteborg, Švédsko   | 3.       | 4,65 m |
| 2007 | Mistrovství světa v atletice 2007  | Ósaka, Japonsko     | 9.       | 4,60 m |
| 2007 | Světové atletické finále           | Stuttgart, Německo  | 4.       | 4,67 m |
| 2008 | Světové atletické finále           | Stuttgart, Německo  | 5.       | 4,50 m |
| 2009 | Mistrovství světa v atletice 2009  | Berlín, Německo     | 7.       | 4,40 m |